# Nicola Grauso

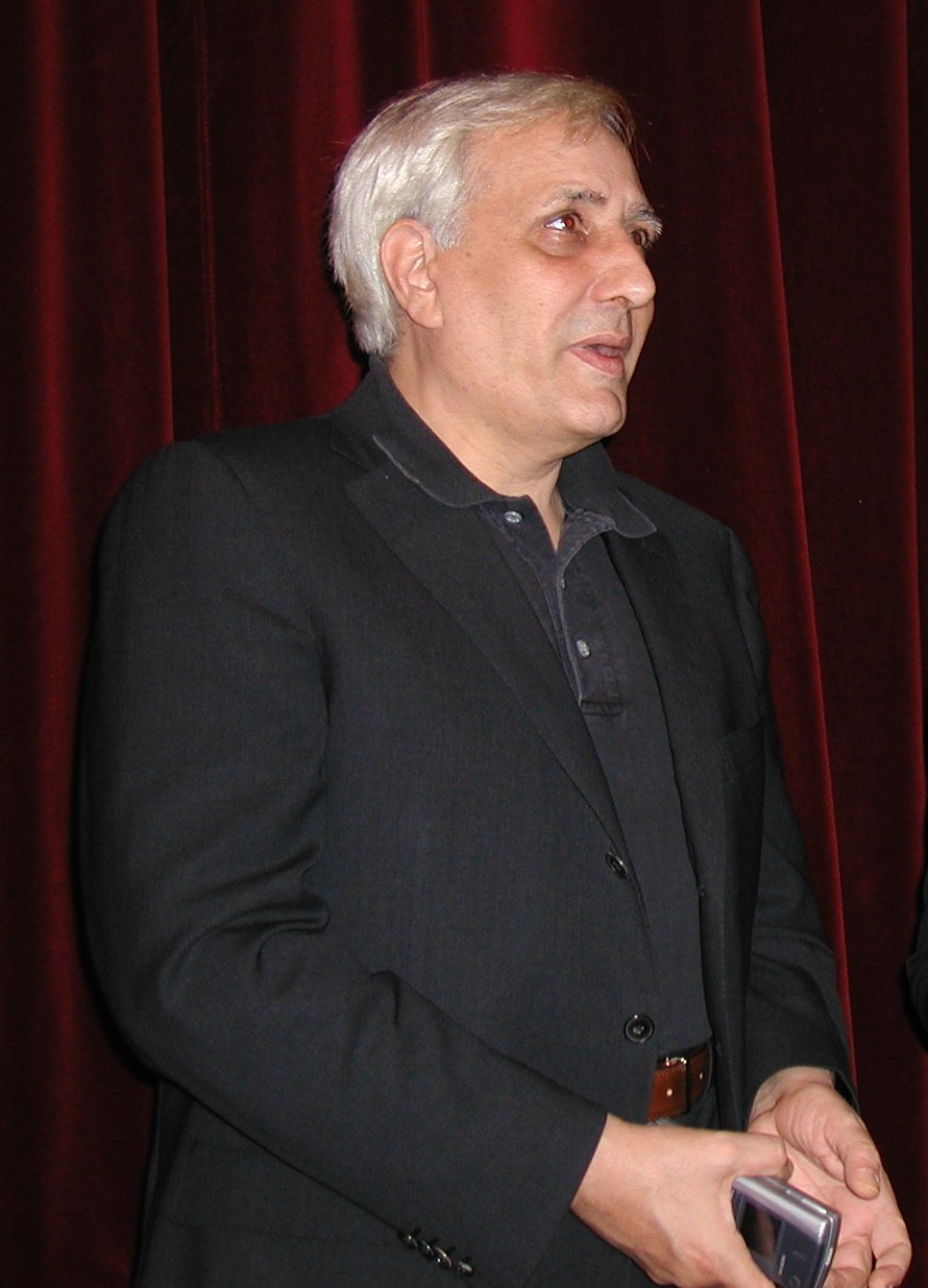
Nicola Grauso (w 2007)

Nicola Grauso (ur. w 1949 w Cagliari, zm. 18 maja 2025 tamże) – włoski przedsiębiorca i wydawca. W 1976 stworzył Videolinę, obecnie główną telewizję prywatną na Sardynii.

## Życiorys
Absolwent prawa na Uniwersytecie w Cagliari (1975).
Na początku lat dziewięćdziesiątych XX wieku jego pozycja w świecie mediów włoskich została wzmocniona poprzez zakup „L’Unione Sarda”, wydawanej w Cagliari głównej gazety sardyńskiej.
W ostatniej dekadzie XX wieku Grauso zaangażował się w inwestycje w dziedzinie Internetu. Skupował domeny internetowe, inwestował też na terenie Czech tworząc Czech On Line i w Polsce, gdzie kupił w 1992 roku „Życie Warszawy” oraz stworzył w roku 1993 sieć TV Polonia 1. Był to konglomerat finansowanych przez tego włoskiego inwestora telewizyjnych stacji lokalnych takich jak m.in.: PTV Rondo (Katowice), Nowa Telewizja Warszawa, PTV Echo (Wrocław), PTV Krater (Kraków), TV EX (Bydgoszcz), Tele-Top (Gdynia), Tele-24 (Łódź) czy TV Centrum (Kalisz).
Grauso wycofał się z Polski po tym, gdy w 1994 zdecydowano, że koncesje na częstotliwości krajowe zostaną rozdysponowane przed lokalnymi, a Krajowa Rada Radiofonii i Telewizji nie przyznała koncesji ogólnopolskiej sieci TV Polonia 1.
18 maja 2025 zmarł na chorobę nowotworową w swoim domu, w Cagliari.